# Каракога (Павлодарская область)
Каракога (каз. Қарақоға) — село в Актогайском районе Павлодарской области Казахстана. Входит в состав Баскамысского сельского округа. Код КАТО — 553245300.

## Население
В 1999 году население села составляло 134 человека (72 мужчины и 62 женщины). По данным переписи 2009 года, в селе проживало 79 человек (35 мужчин и 44 женщины).